# L'anno dei dominatori
L'anno dei dominatori (titolo originale Mockymen) è un romanzo di fantascienza del 2003 di Ian Watson.

## Trama
Anno 1997: Christine Clark ed il suo compagno Steve, proprietari della Majig Momentoes, un'azienda specializzata in puzzle, ricevono la curiosa richiesta da Mr Olson un anziano gentiluomo, ossia di recarsi ad Oslo presso il Vigeland Park per realizzare una serie di foto notturne alla luce della luna. La coppia si reca in Norvegia, segue le istruzioni del committente e rientra in Inghilterra.
Anno 2015: Da 5 anni la Terra sta conoscendo una nuova era di prosperità e sviluppo grazie all'inizio della collaborazione tecnologica con una razza aliena. Quasi tutti i governi delle nazioni della Terra, provati dalla crisi terribile dei primi dieci anni del secolo, hanno accettato la proposta di creare insediamenti produttivi per gli alieni in cambio di tecnologie: chi ha provato a dissentire è stato messo fuori legge. In Gran Bretagna i dissidenti sono prigionieri in un campo sito nella foresta Kielder.
Anna Sherman, agente del Dipartimento F dei Servizi Segreti britannici, il Dipartimento che si occupa dei Finti-Uomini, è alle prese con uno caso singolare che riguarda il giovane Jamie Olson. I Finti-Uomini sono menti aliene nel corpo di persone, dette fantocci, che sono entrate in uno stato letargico irreversibile provocato dalla Beatitudine, una droga introdotta appositamente per questo scopo dagli alieni.
Jamie Olson aveva fatto uso di Beatitudine, era divenuto un fantoccio ed era stato ricoverato nell'apposita struttura sita in Hyde Park, tuttavia improvvisamente Jamie si è risvegliato ed è stato trasferito in un sito segreto per essere esaminato. Anna ed il suo capo Jock Henderson-Smith, detto H-S, non sono convinti che le intenzioni vere degli alieni siano di disinteressata collaborazione con i terrestri e perciò portano avanti delle indagini non ufficiali sui Finti-Uomini.

## Edizioni
- Ian Watson, L'anno dei dominatori, traduzione di Cecilia Scerbanenco, collana Urania n. 1496; Urania Collezione n. 185;, Arnoldo Mondadori Editore, 2005, 2018,  p. 347.